# Porphyrinia confusa
Porphyrinia confusa är en fjärilsart som beskrevs av Rothschild 1920. Porphyrinia confusa ingår i släktet Porphyrinia och familjen nattflyn. Inga underarter finns listade i Catalogue of Life.